# Striginae
Striginae Leach, 1820 è una sottofamiglia degli Strigidi, che comprende le seguenti tribù:
- Tribù Otini
  - Otus Pennant, 1769 (52 specie)
  - Pyrroglaux Yamashina, 1938 (1 sp.)
  - Mascarenotus † Mourer-Chauviré et al., 1994 (3 spp.)
- Tribù Asionini
  - Nesasio  (1 sp.)
  - Pseudoscops  (2 spp.)
  - Asio  (6 spp.)
  - Ptilopsis  (2 spp.)
- Tribù Megascopini
  - Megascops Kaup, 1848 (25 spp.)
  - Psiloscops Coues, 1899 (1 sp.)
  - Margarobyas Olson & Suárez, 2008 (1 sp.)
- Tribù Pulsatricini
  - Lophostrix  (1 sp.)
  - Pulsatrix  (3 spp.)
- Tribù Strigini
  - Strix  (22 spp.)
  - Jubula  (1 sp.)
- Tribù Bubonini
  - Bubo  (19 spp.)
  - Ketupa  (3 spp.)
  - Scotopelia  (3 spp.)